# Drymaria gracilis
Drymaria gracilis är en nejlikväxtart som beskrevs av Adelbert von Chamisso och Schlecht. Drymaria gracilis ingår i släktet Drymaria och familjen nejlikväxter.

## Underarter
Arten delas in i följande underarter:
- D. g. carinata
- D. g. gracilis